# João de Azpilcueta Navarro
João de Azpilcueta Navarro, padre da Companhia de Jesus, foi um dos primeiros a serem catequistas no Brasil, no século XVI.
Teria sido o primeiro que aprendeu a língua indígena e dela se utilizou desde 1550 na pregação aos indigenas.  Foi certamente o primeiro navarro a pisar terras do Brasil. Seu nome era Juan de Azpilikueta y Sebastian, da nobre família dos Azpilikueta do reino da Navarra e os portugueses, com dificuldade para pronunciar o nome, passaram a chamá-lo Navarro, isto é, nascido na Navarra, em homenagem a sua procedência. Pertencia à família de São Francisco Xavier cuja mãe se chamava Maria Azpilikueta Aznares; um dos irmãos do santo, Juan de Azpilicueta (1497-1556), foi senhor de Sotés e se conhecia como Capitão Azpilicueta.
O padre João nasceu no Navarra, na Espanha, em Iriberri ou Burlada, de onde eram naturais seus pais, Juan de Azpilcueta e Maria Sebastiana de Iriberri ou de Javier, entre 1522 e 1523; morreu na Bahia em 1557, ainda jovem. Era sobrinho do humanista Martín de Azpilcueta, o famoso Doutor Navarro, que lecionou na Universidade de Coimbra. Por isso o padre João frequentou a Universidade entre 1540 e 1549, data de sua partida para o Brasil, vivendo em casa do tio, que o queria como filho.  Ingressou na Companhia de Jesus em Coimbra em 22 de dezembro de 1542, mais ou menos aos vinte anos. Foi sempre, com atestam suas cartas, um católico fervoroso. Além do mais, grande estudioso, de estrita moralidade cristã, europeu da Idade Média, seu mundo seria transtornado ao desembarcar no Brasil. Foi ele mesmo quem pediu para embarcar, em 1549.
Em 1544 foi professor de Cânones na Universidade de Coimbra, quando escreveu o livro, que é publicado até hoje, intitulado "Diálogos de las Imágenes de los Dioses Antíguos".
Seu nome é lembrado na cidade de Diadema - SP através de um dos logradouros públicos: Rua Azpicueta Navarro, no bairro Vila Nogueira, e também na cidade de Salvador: Praça Azpicueta Navarro.

## No Brasil
D. João III, após a morte do Donatário da Bahia, Francisco Pereira Coutinho,  resolveu instalar um Governo-Geral para todo o país, afastando a cobiça estrangeira. O rei, que foi descrito por Santo Inácio de Loiola como pai e protetor da Companhia de Jesus, enviou com o primeiro governador seis jesuítas comandados pelo padre Manuel da Nóbrega. A viagem durou 56 dias e em 29 de março de 1549 desembarcaram na Bahia, com calorosa recepção pelos colonos.

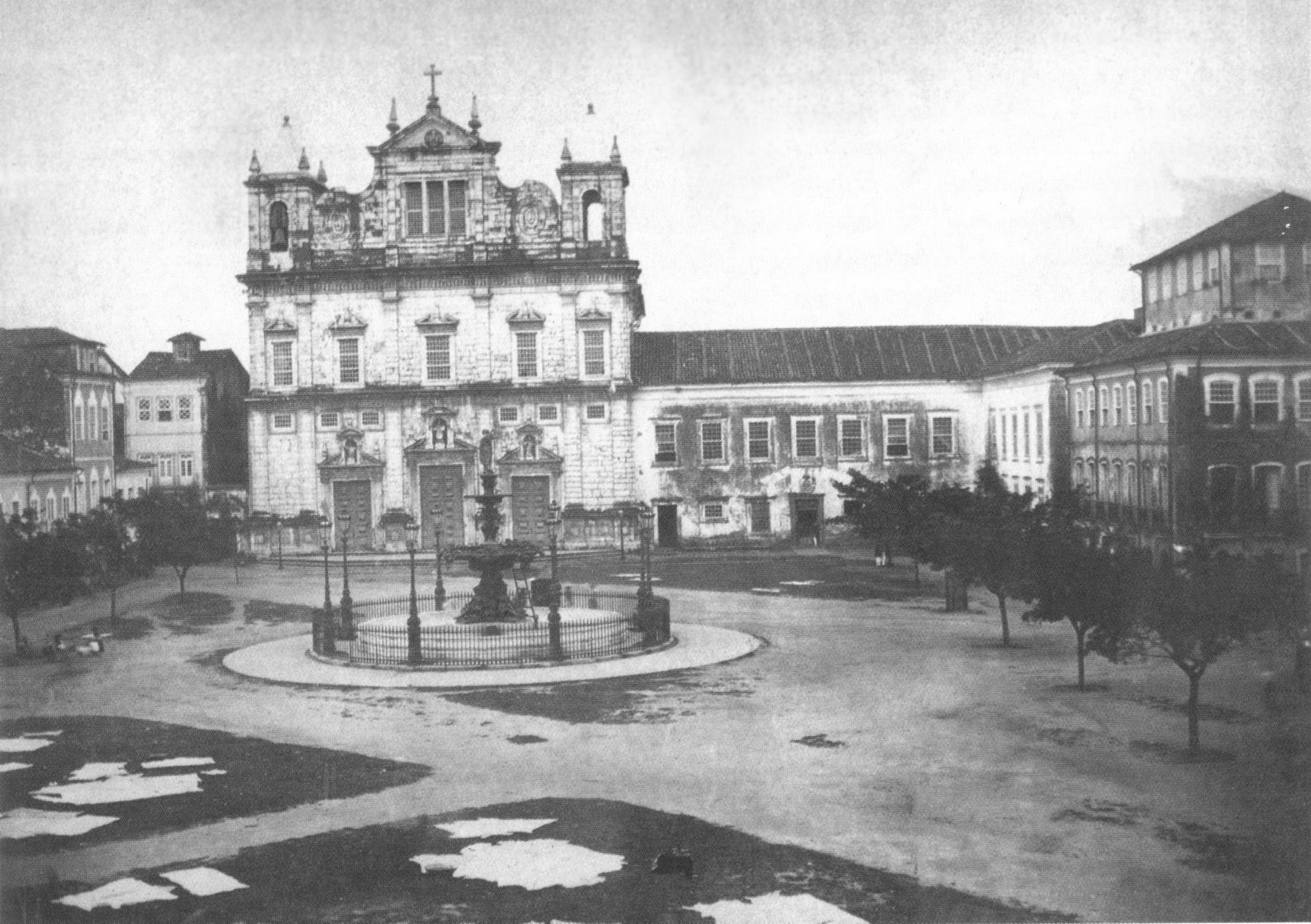
Vista do Terreiro de Jesus, em Salvador, no ano de 1862, com a antiga Igreja do Colégio dos Jesuítas (anexo à direita) - atual Catedral Basílica - ao fundo, fundado pelo padre Manuel da Nóbrega em 1550.

O Padre João ficou três anos em Salvador, ocupado com a construção do Colégio dos Jesuítas e da cidade e, principalmente, trabalhou nas aldeias indígenas dos arredores. Era necessário aprender o idioma do gentio para poder catequizá-los. E nisso o padre João era excelente! Meses depois, escrevendo à Europa, Nóbrega conta que ele tinha mais facilidade do que os outros para se comunicar com os índios, e pensava que devia ser por um parecido qualquer entre o euskara que falava desde a infância e o idioma tupi ou abanheenga.
Seus sete anos de estadia no Brasil podem ser divididos em três anos vividos em Salvador, sendo um dos fundadores dessa cidade, três vivendo em Porto Seguro e um ano e meio na viagem ao sertão mineiro.

### Viagem ao sertão
Desde 1500, os habitantes de Porto Seguro falavam de uma cordilheira brilhante e preciosa no interior, a serra Verde, serra Negra ou serra das Esmeraldas. Os índios asseguravam que, nas margens da lagoa Vupabaçu ("Lagoa grande"), se encontravam pedras verdes - e os portugueses sonhavam com esmeraldas ou safiras. Em 1553, D. João III ordenou ao governador explorar as fontes do rio São Francisco. Informado de que os espanhóis haviam achado ouro e esmeralda do outro lado da linha imaginária de Tordesilhas, encarregou da expedição o castelhano Francisco Bruza Espinosa. Nóbrega indicou como padre João de Azpilcueta. Partiram em outubro ou novembro de 1553. Demorariam um ano e meio, como se conta em Entradas e Bandeiras, para percorrer penosamente 350 léguas, ou seja, 2310 quilômetros.
Para Afrânio Peixoto, em A cultura brasileira, pg. 289, Azpilcueta foi o primeiro mestre e missionário do gentio, o primeiro nas entradas evangelizadoras aos sertões, que varou em 1553 em Porto Seguro - 350 léguas de périplo, às cabeceiras do rio Jequitinhonha, São Francisco, tornando ali ao litoral pelo rio Pardo.»  Antes de partir, em carta aos irmãos deixados em Coimbra, escrita de Porto Seguro em 19 de setembro de 1553, conta ele: « Fiquei aqui somente por falta de padres e pela necessidade que havia na terra de despertar a gente que estavam e estão no sono do pecado, somente com nome de cristãos, embebidos em malquerenças, metidos em demandas, envoltos em torpezas e sujidades publicamente, o que tudo me causava uma tibieza e pouca fé e esperança de poder-se fazer fruto, contudo meti-me a apalpar, quis Nosso Senhor que alguns se apartassem dos pecados, uns tirando de si, outros casando-se, muitos cediam das demandas e libelos condescendendo a meus rogos, e outros, que me ajudavam, e desta maneira se reconciliavam muitos.»  E, adiante, conta de seu pouco entusiasmo em partir terra adentro: «Interim, encomendai-me muito ao Senhor, caríssimos, e porque nunca me achei em tanta necessidade como agora, por ir só entre leigos de diversas mais por terras cobertas e gentes bárbaras que se comem, que com lágrimas vos quisera escrever não a ida, senão meu pouco entusiasmo para tão grande empresa.»
Azpilcueta afirma, em correspondência citada pelo padre Serafim Leite em Novas cartas jesuítas, página 155:  «Nesta capitania, achei um homem de boas partes, antigo na terra, e tinha o dom de escrever a língua dos índios, o que foi para mim grande consolação, e assim o mais do tempo gastava em lhe dar sermões do Testemunho Velho e Novo e Mandamentos, Pecados mortais e Artigos de fé, e Obras de Misericórdia, para tornar em a língua da terra.»  Os jesuítas dos estados do Brasil e do Maranhão escreveram numerosos relatórios, cartas e informes com pormenores sobre sua vida diária e seu trabalho missioneiro. Suas cartas, que acabaram nos arquivos de Roma, Lisboa, Évora, Madrid e no Rio de Janeiro, foram consultadas pelo padre Serafim Leite no século XIX e hoje são material de grande valor para os historiadores. Era acompanhado em suas missões ao interior pelo padre Vicente Pires, de São João da Talha, em Portugal, entrado na companhia aos dezessete anos. Entravam pelo sertão em terrenos inóspitos, visitando aldeias distantes e, diz Navarro, «passamos assaz trabalho e perigos, por nos ser necessário andar de noite algumas vezes e por matos, porque cá não há os caminhos de Portugal, e há neles muitas onças e outras feras.»
Na expedição de 1553, enfrentaram os índios do Jequitinhonha (puris ou aimorés) e as dificuldades naturais do caminho ou da ausência dele, nas terras que os próprios indígenas apelidavam Ivituruna ou «montanha negra», devido à sua estatura elevada e vestir-se com a batina negra da Companhia de Jesus. Enfrentaram tempestades e perda de animais, sempre com muito cansaço. Dos encontros com os índios passavam a construir botes para descer caudalosos rios e, mesmo assim, Azpilcueta pôde se referir à beleza da terra, à sua fertilidade, aos costumes dos índios, à abundância de aves e animais selvagens, sem esquecer jamais de sua missão: encher aquela terra de gente cristã, nativa ou estrangeira.
Ele próprio solicitou de Nóbrega autorização para adentrar o sertão, sendo que viajava sempre descalço por gosto pessoal.
Houve um debate sobre se a expedição conseguiu localizar ouro e pedras preciosas, mas ele nada afirma sobre o assunto em sua carta de 1555, apesar de que Ambrósio Pires, em carta dirigida diretamente a Inácio de Loiola, lança uma acusação grave contra Navarro dizendo estranhar a expedição, depois de um ano e meio de viagem, não ter obtido sucesso na localização dessas preciosidades.
Navarro trouxe consigo para Porto Seguro muitos indígenas botocudos, com os quais conviveu na sua estadia nas regiões onde esteve, como companheiro de viagem de Espinosa, mas este não retornou a Porto Seguro.
O estado de saúde de Navarro tornou-se crítico após a referida viagem e veio a falecer em 1557.
A carta em que descreveu a viagem foi escrita em Porto Seguro em vinte e quatro de junho de 1555. No início de 1556, estava de novo em Salvador. Morreu ali entre quinze e trinta de abril de 1557, tendo dedicado os melhores anos de sua vida à evangelização. Suas cartas se podem ler em «Cartas jesuíticas»: Cartas do Brasil, Cartas avulsas, periodicamente reeditadas.
Trecho de uma carta de Salvador, agosto de 1551:
"Assim, chegamos a uma aldeia onde achamos os gentios todos embriagados, porque aqui têm uma maneira de vinho de raízes que embriaga muito, e quando eles estão assim bêbados ficam tão brutos e ferozes que não perdoam a nenhuma pessoa, e, quando não podem mais, põem fogo na casa onde estão os estrangeiros. Com tudo isto, porque chovia muito e íamos mui molhados, nos recolhemos em outra casa para nos enxugar, e daí a pouco vieram com grande fúria, com espadas e outras armas contra nós..."
Foi considerado pelo historiador Carlos Affonso dos Santos, no seu livro Navarro, o Primeiro Apóstolo do Brasil, como um respeitável geógrafo, historiador e missioneiro.
No Brasil, onde viveu de 1549 a 1557, escreveu um livro, que não foi publicado, intitulado Oraciones y Catequesis en la Lengua General del Brasil.
Era conhecido entre os índios por "Ivituruna" (montanha negra), pois era um homem alto vestido habitualmente com a batina preta dos jesuítas.
Pregava aos índios utilizando frequentemente representações teatrais com muita música, sobretudo Canto.
Foi um grande protetor dos índios.
Sua viagem ao interior de Minas Gerais representou importante contribuição para que ocorressem futuras incursões em direção a Minas G

erais.